# Bandy
Bandy nebo bandy hokej je kolektivní míčový sport hraný na ledové ploše. Vyvinul se pravděpodobně z pozemního hokeje.
První oficiální zápas byl odehrán dvěma londýnskými kluby v roce 1875. První sepsaná pravidla pocházejí z roku 1882, byla vydána členy bandy klubu z Bury Fen. Mezinárodní federace bandy byla založena 12. února 1955, zakládajícími státy byly Finsko, Norsko, SSSR a Švédsko. Mistrovství světa se pořádá pravidelně od roku 1957 jednou za dva roky.
V bandy proti sobě nastupují dva týmy po jedenácti hráčích na ledové ploše o velikosti 45–65 × 90–110 metrů (obvyklé fotbalové hřiště). Každý tým má navíc ještě čtyři náhradníky (včetně jednoho brankáře). Hráči se pohybují na bruslích a snaží se pomocí speciální hokejky vstřelit do protivníkovy branky míček. Ten má průměr šest centimetrů, vyrobený je z plastu a má oranžovou barvu, aby byl dobře vidět.

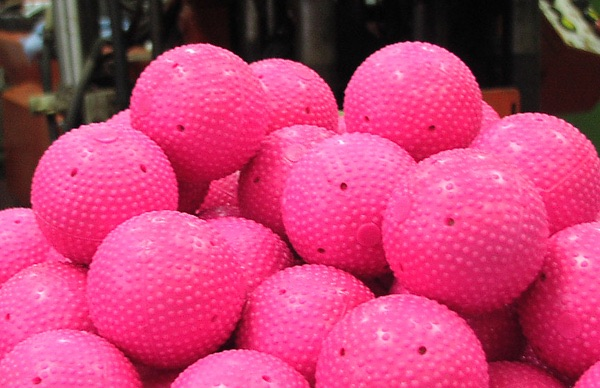
Bandyový míček